# کولیکورو
شهر کولیکورو (Koulikoro) مرکز استان کولیکورو در کشور مالی است.